# Бартевка
Бартевка — малая река в Нытвенском районе Пермского края. Правый приток Нытвы.
Длина реки 2,8 км, площадь водосборного бассейна 5,2 км². Берёт начало в лесном массиве недалеко от южных окраин города Нытва. Течёт на север, верхнее и среднее течение проходят по лесу. В низовьях течёт по городу и впадает в Нытвенский пруд в самой южной его части.

## Данные водного реестра
По данным государственного водного реестра России относится к Камскому бассейновому округу, водохозяйственный участок реки — Кама от Камского гидроузла до Воткинского гидроузла, речной подбассейн реки — бассейны притоков Камы до впадения Белой. Речной бассейн реки — Кама.
Код объекта в государственном водном реестре — 10010101012111100014301.